# البدين والنحيف (قصة قصيرة)
البدين والنحيف (بالروسية: Толстый и тонкий)‏ هي قصة قصيرة ساخرة كتبها الكاتب الروسي أنطون تشيخوف، ونُشِرَت لأول مرة في عام 1883 في المجلة الفكاهية «أسكولكي».

## خلفية تاريخية
ألأحداث في القصة القصيرة «البدين والنحيف» في النسخة الأصلية كانت تقوم على أساس أدب النوادر، والصراع بين الشخصيات الذي ينشأ عن طريق الخطأ، بسبب الإشراف غير الطوعي من «النحيف».
طبعة 1886، كونها بشكل عام قريبة من النص السابق من عام 1883، غيرت معنى القصة. تم القضاء على دوافع التبعية الرسمية: و «النحيف» في الطبعة الجديدة يتذلل قبل «البدين» دون أي حاجة عملية - «رد فعل تلقائي». وتلقت القصة أيضا حدة ساخرة أكبر وعمومية أكثر.

## الشخصيات
الشخصيات الرئيسية:
- ميشا  ― البدين
- بورفيري ―  النحيف

الشخصيات الثانوية:
 لويز ― زوجة بورفيري

## القصة
في محطة القطار يلتقي ميشا البدين عن طريقة الصدفة ببورفيري النحيف. وكان النحيف مسافراً مع زوجته وأبنه. صديقا المدرسة القدامى قاموا بتحية بعضهم البعض بطريقة مندفعة وغير رسمية. ويأتي الحديث بعد ذلك، بما يتعلق بمسؤوليات كل منهما كموظفين حكوميين. حيث يبدو إن النحيف يعمل كرئيس مكتب مع راتب منخفض، وزوجته تعطي دروساً في الموسيقى.
في حين أصبح البدين مستشاراً خاصاً وله سلطة أكبر من النحيف. إنكمش النحيف وشحب وجهه، وفي وقت النفسة خاطب صديقه القديم باسم «سعادتكم». رفض البدين «هذا الاحترام». ولكن لا يزال الرجل النحيف يتحدث بطريقة رسمية مع صديقه القديم. إشمئز المستشار الخاص من هذا الخضوع: ثم قالَ وداعاً ورحل. 

## في الثقافة
- تم تحويل القصة إلى فيلم تحتمل نفس الاسم في عام 1955.[2]
- تم تثبيت النصب التذكاري لشخصيات القصة في تاغانروغ يوم 13 مايو 2011 أمام متحف أعمال تشيخوفس (للنحات ديفيد بيغالوف).[3]
- تم تثبيت نصب تذكاري آخر لشخصيات القصة في يوجنو-ساخالينسك عام 2013. في المتنزه بالقرب من مركز مسرح ساخالينسك الدولي.